# Ar-Rakka (dystrykt)
Ar-Rakka – jedna z 3 jednostek administracyjnych drugiego rzędu (dystrykt) muhafazy Ar-Rakka w Syrii.
W 2004 roku dystrykt zamieszkiwało 503 960 osób.